# Barbusto
Il barbusto è un tipico insaccato originario della bassa Valsugana, in Trentino, dove viene chiamato anche moretto, ma prodotto anche in Veneto, nella confinante val Leogra dove vengono chiamati anche morete.

## Descrizione
Il barbusto è un insaccato di carne di maiale (spalla e pancetta), cui viene aggiunto fino al 20% di interiora (cuore e polmoni) che vengono macinate e condite con una salamoia secca a base di sale, pepe, cannella e aglio prima di essere insaccate in budello naturale, legato ogni 10 cm.
Viene consumato fresco, dopo 8-10 giorni di stagionatura, previa bollitura o grigliatura.

## Nome
Il nome sembra derivare dal tedesco Schwarz Wurst, salsiccia nera o salame moro; in ogni caso, tutti i nomi con cui viene indicato questo insaccato derivano dunque dal suo colore scuro, dovuto alla presenza delle frattaglie.

## Storia
Era prodotto in bassa Valsugana, al confine con l'attuale provincia di Vicenza, fin dal XVIII secolo: coi tagli nobili del maiale venivano preparati salami e lucaniche, mentre con quelli meno pregiati e con le frattaglie (escluso il fegato) si realizzava il barbusto.
Pur essendo prodotto anche da una macelleria di Castelnuovo, e da una di Grigno, la realizzazione è essenzialmente domestica.

## Riconoscimenti
Il barbusto è tutelato quale prodotto agroalimentare tradizionale sia dal Trentino che dal Veneto.